# El Perdigón
El Perdigón è un comune spagnolo di 785 abitanti situato nella comunità autonoma di Castiglia e León.